# Smarties
Les Smarties sont de petites dragées de forme oblate (d'environ 12 mm de diamètre et 5 mm d'épaisseur), en huit couleurs différentes (rouge, orange, jaune, vert, bleu, mauve, rose et marron), composées de chocolat au lait (65 %) et d'arômes naturels. Depuis 1988, elles appartiennent au groupe Nestlé.

## Histoire

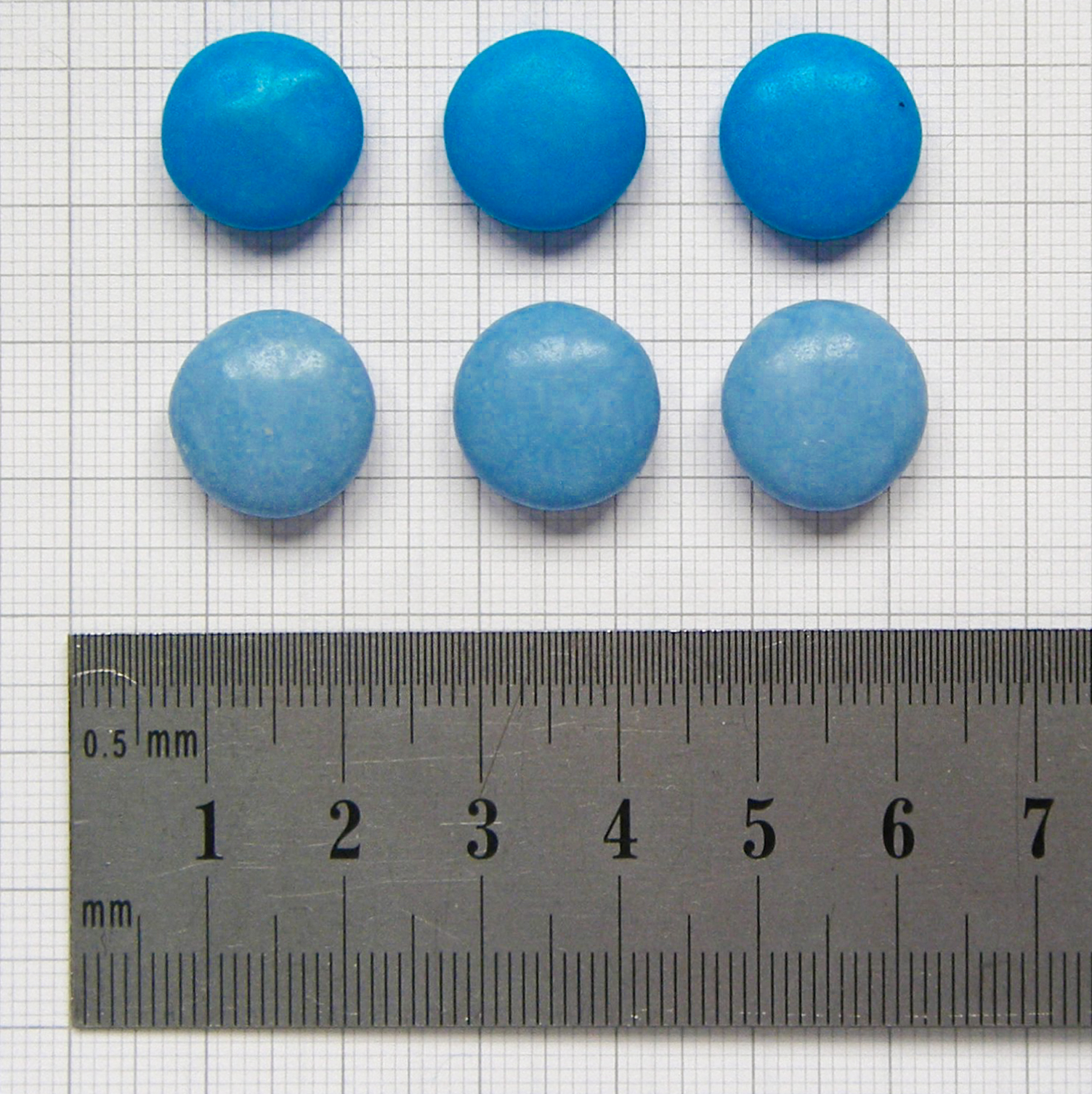
Les smarties bleues artificielles (haut) et naturelles (bas).

Leur conception se situe dans un contexte où des petites confiseries chocolatières étaient jusqu'alors fabriquées (par exemple les Crottes de Lapin), mais un souci demeurait : l'élaboration d'une confiserie similaire, ne tachant pas les mains[réf. non conforme]. Ainsi, alors que les diavolinos prospéraient en France et en Italie, les Smarties furent fondés par Rowntree's en 1882 près de York.
En 1937, l'entreprise devint la Smarties Chocolate Beans ; cependant le mot beans 'haricot' fut enlevé par souci de confusion (bien que certains produits dérivés ont préservé ce nom (e.g. Lentejas au Pérou) et fut renommée Milk Crisp Sugar Shell, puis Smarties en 1977.
Elles ne sont pas commercialisées aux États-Unis, où le nom est attribué à une marque différente de la Smarties Candy Company.
Aujourd'hui[Quand ?], la fabrication de Smarties est entièrement dépourvue d'arômes et de colorants artificiels[réf. souhaitée].
Les Smarties bleues (dont la production par biais d'un colorant synthétique avait été arrêtée en 2006) sont désormais fabriquées depuis 2008 avec un pigment naturel concentré de spiruline appelé phycocyanine[réf. non conforme],,[réf. non conforme].
Les Smarties rouges étaient auparavant[Quand ?] produites à base d'extrait de cochenille mais sont aujourd'hui[Quand ?] obtenues au Royaume-Uni grâce à un pigment issu de chou rouge.
Jusqu'en 2005, elles étaient vendues par lots de 48 dans un tube cylindrique en carton.

## Autour de la confiserie
Smarties devint la première marque alimentaire à entrer dans l'espace, lorsque le cosmonaute Youri Gagarine emporta un tube lors de son voyage spatial du 12 avril 1961, dans la capsule Vostok 3KA-2,,.